# هر چیزی (ترانه تیری تی)
«هر چی» یا «هر چیزی» (انگلیسی: Anything) آهنگی ساخته و ضبط شده توسط گروه آمریکایی تیری تی است که به‌عنوان اولین تک‌آهنگ از اولین آلبوم آن‌ها، برادری (۱۹۹۵) منتشر شد. این آهنگ در رتبه دوم جدول تک‌آهنگ‌های بریتانیا و رتبه ۱۵ در بیلبورد هات ۱۰۰ آمریکا قرار گرفت. این آهنگ در ۲۶ ژانویه ۱۹۹۶ گواهینامه طلایی را دریافت کرد.